# Gouvernement Cañellas I
Îles Baléares
 Cañellas II
Le gouvernement Cañellas I (en catalan : Primer Govern de Gabriel Cañellas) est le gouvernement des îles Baléares du 10 juin 1983 au 23 juillet 1987, sous la Ire législature du Parlement.

## Historique
Ce gouvernement est dirigé par le président des îles Baléares conservateur Gabriel Cañellas. Il est constitué de la seule Coalition populaire qui regroupe l'Alliance populaire (AP), le Parti démocrate populaire (PDP) et l'Union libérale (UL). Le gouvernement bénéficie du soutien sans participation de l'Union majorquine (UM), du Parti démocrate libéral (PDL) et de l'Indépendant de Minorque (CIM). Il dispose de 21 députés sur 54, soit 38,9 % des sièges du Parlement.
Il est formé à la suite des élections parlementaires du 8 mai 1983.

### Formation
Le 7 juin 1983, Gabriel Cañellas remporte le vote d'investiture au Parlement par 29 voix favorables et 25 contre. Nommé président le 9 juin suivant, le gouvernement de Gabriel Cañellas entre en fonctions le lendemain.

## Composition
| Fonction                                                        | Titulaire | Titulaire                 | Parti |
| --------------------------------------------------------------- | --------- | ------------------------- | ----- |
| Président                                                       |           | Gabriel Cañellas i Fons   | AP    |
| Vice-président                                                  |           | Joan Huguet i Rotger      | AP    |
| Conseiller à l'Intérieur Secrétaire du conseil de gouvernement  |           | Jaume Llompart Salvà      | AP    |
| Conseiller à l'Économie et aux Finances                         |           | Cristòfol Soler i Cladera | PDP   |
| Conseiller à l'Agriculture et à la Pêche                        |           | Juan Simarro Marqués      | PDP   |
| Conseiller au Commerce et à l'Industrie                         |           | Gaspar Oliver Mut         | AP    |
| Conseiller à la Santé et à la Sécurité sociale                  |           | Gabriel Oliver Capó       | Sans  |
| Conseiller à l'Éducation et à la Culture                        |           | Francesc Gilet Girart     | AP    |
| Conseiller aux Travaux publics et à l'Aménagement du territoire |           | Jerónimo Sáiz Gomila      | AP    |
| Conseiller au Travail et aux Transports                         |           | Francisco Font Quetglas   | AP    |
| Conseiller au Tourisme                                          |           | Jaume Cladera Cladera     | Sans  |
| Conseiller sans portefeuille                                    |           | Josep Allès Serra         | AP    |
| Conseiller sans portefeuille                                    |           | Antonio Marí Calbet       | AP    |
| Conseiller sans portefeuille                                    |           | Enrique Fajarnés Ribas    | AP    |